# Vézanne
La Vézanne est une rivière française qui coule dans le département de la Sarthe. C'est un affluent de la Sarthe en rive gauche, donc un sous-affluent de la Loire par la Sarthe puis la Maine.

## Géographie
Le Vézanne naît sur le territoire de la commune de la Fontaine-Saint-Martin, dans le département de la Sarthe. Après sa naissance, elle se dirige d'abord vers le nord, puis effectue un changement de direction progressif vers l'ouest, direction qu'elle maintient globalement durant le reste de son parcours de 17 kilomètres. Elle se jette dans la Sarthe en rive gauche, à Malicorne-sur-Sarthe, petite localité située à 35 kilomètres au sud-ouest (en aval) du Mans.

## Communes traversées
La Vézanne traverse les communes de la Fontaine-Saint-Martin, Cérans-Foulletourte, Mézeray, Noyen-sur-Sarthe et Malicorne-sur-Sarthe, toutes situées dans le département de la Sarthe.

## Hydrologie
La Vézanne est une rivière fort peu abondante. Son débit a été observé durant une période de 16 ans (1992-2007), à Malicorne-sur-Sarthe, localité du département de la Sarthe, située au niveau de son confluent avec la Sarthe. Le bassin versant de la rivière est de 82 km2.
Le module de la rivière à Malicorne-sur-Sarthe est de 0,366 m3/s.
La Vézanne présente des fluctuations saisonnières de débit très marquées, comme c'est généralement le cas dans la partie occidentale du bassin de la Loire. Les hautes eaux se déroulent en hiver et se caractérisent par des débits mensuels moyens situés dans une fourchette allant de 0,587 à 0,950 m3/s, de décembre à mars inclus (avec un maximum en janvier). Dès fin mars, le débit chute rapidement jusqu'aux basses eaux d'été-automne, assez prolongées, qui ont lieu de juin à octobre inclus, entraînant une baisse du débit moyen mensuel allant jusqu'à 0,062 m3/s au mois d'août. Mais les fluctuations sont plus prononcées sur de plus courtes périodes ou selon les années.
À l'étiage, le VCN3 peut chuter jusque 0,002 m3/s, en cas de période quinquennale sèche, soit 2 petits litres par seconde, ce qui est bien sûr très sévère, mais fréquent dans cette région.
Les crues peuvent être importantes, proportionnellement à la taille fort réduite du bassin versant. Les QIX 2 et QIX 5 valent en effet respectivement 4,2 et 6,6 m3/s. Le QIX 10 est de 8,1 m3/s, le QIX 20 de 9,5 m3/s. Quant au QIX 50, il n'a pas été calculé, faute de durée d'observation suffisante pour le faire valablement.
Le débit instantané maximal enregistré à Malicorne-sur-Sarthe a été de 9,34 m3/s le 26 janvier 1995, tandis que la valeur journalière maximale était de 9,29 m3/s le même jour. Si l'on compare la première de ces valeurs à l'échelle des QIX exposée plus haut, on constate que cette crue était d'ordre vicennal, et donc nullement exceptionnelle.
Au total, la Vézanne est une rivière peu abondante. La lame d'eau écoulée dans son bassin est de 141 millimètres annuellement, ce qui est plus de deux fois inférieur à la moyenne d'ensemble de la France tous bassins confondus, mais également inférieur à la moyenne des bassins de la Loire (244 millimètres) et de la Sarthe (201 millimètres à Saint-Denis-d'Anjou, peu avant son confluent avec le Loir). À noter que c'est cependant supérieur à la lame d'eau du bassin du Loir (129 millimètres). Le débit spécifique de la rivière (ou Qsp) atteint le chiffre peu élevé de 4,5 litres par seconde et par kilomètre carré de bassin.